# 斯坦哈奇 (佛羅里達州)
斯坦哈奇（英語：Steinhatchee）是位於美國佛羅里達州泰勒縣的一個人口普查指定地區。

## 地理
斯坦哈奇的座標為29°40′16″N 83°23′15″W / 29.67111°N 83.38750°W，而該地最高點為海拔高度2米（即7英尺）。

## 人口
根據2010年美國人口普查的數據，斯坦哈奇的面積為8.57平方千米，當中陸地面積為8.29平方千米，而水域面積為0.28平方千米。當地共有人口1047人，而人口密度為每平方千米122人。